# Condado de Bell (Texas)
El condado de Bell es uno de los 254 condados del estado estadounidense de Texas. La sede del condado es Belton, al igual que su mayor ciudad. El condado tiene un área de 2.818 km² (de los cuales 73 km² están cubiertos por agua) y una población de 237.974 habitantes, para una densidad de población de 87 hab/km² (según censo nacional de 2000). Este condado fue fundado en 1850.

## Demografía
Según el censo de 2000, había 237.974 personas, 85.507 cabezas de familia, y 61.992 familias residiendo en el condado. La densidad de población era de 225 habitantes por milla cuadrada.
La composición racial del condado era:
- 63,41% blancos
- 20,43% negros o negros americanos
- 0,72% nativos americanos
- 2,56% asiáticos
- 0,48% isleños
- 8,54% otras razas
- 3,85% de dos o más razas.

Había 85.507 cabezas de familia, de las cuales el 40,10% tenían menores de 18 años viviendo con ellas, el 56,60% eran parejas casadas viviendo juntas, el 12,30% eran mujeres cabeza de familia monoparental (sin cónyuge), y 27,50% no eran familias.
El tamaño promedio de una familia era de 3,14 miembros.
En el condado el 28,90% de la población tenía menos de 18 años, el 13,40% tenía de 18 a 24 años, el 31,90% tenía de 25 a 44, el 17,00% de 45 a 64, y el 8,80% eran mayores de 65 años. La edad promedio era de 29 años. Por cada 100 mujeres había 100,80 hombres. Por cada 100 mujeres mayores de 18 años había 99,30 hombres.

## Economía
Los ingresos medios de una cabeza de familia del condado eran de USD$36.872 y el ingreso medio familiar era de $41.455. Los hombres tenían unos ingresos medios de $28.031 frente a $22.364 de las mujeres. El ingreso per cápita del condado era de $17.219. El 9,70% de las familias y el 12,10% de la población estaban debajo de la línea de pobreza. Del total de gente en esta situación, 16,30% tenían menos de 18 y el 9,80% tenían 65 años o más.